# Madžarska revolucija (1956)
Madžarska revolucija leta 1956 je bila spontani upor, uperjen proti komunistični madžarski vladi in sovjetskim silam, nameščenim na madžarskem ozemlju. Trajala je od 23. oktobra do 10. novembra. 
Revolucija se je začela s študentskimi demonstracijami pred parlamentom v Budimpešti, ki so prerasle v vsesplošno vstajo proti režimu. V svojem vrhuncu je zajela več tisoč ljudi s celotne Madžarske in mnogi od njih so v revoluciji izgubili življenje. Revolucijo so nasilno zatrli in zaprli 13.000 ljudi. Več kot 200.000 Madžarov je emigriralo v tujino.
Javno razpravljanje o dogodku je bilo na Madžarskem prepovedano več kot 30 let. Po inavguraciji Tretje madžarske republike leta 1989 je bil v spomin na madžarsko revolucijo 23. oktober razglašen za državni praznik.